# イエナプラン教育
イエナプラン教育（イエナプランきょういく、ドイツ語: Jenaplan）とは、ドイツのイエナ大学の教育学教授だったペーター・ペーターゼン(Peter Petersen, 1884 - 1952年)が 1924年に同大学の実験校で創始した学校教育。 子どもたちを『根幹グループ(英語ではファミリー・グループを訳されることが多い)』と呼ばれる異年齢のグループにしてクラスを編制したことに大きな特徴がある。

## 名称
『イエナプラン教育』という名称は、1926年にスイスのロカルノで開催された新教育フェローシップ(New Education Fellowship 略してNEF)の第4回国際会議で、ペーターゼンが大学実験校での実践を報告した際に、NEFの秘書だったクレア・ソパードとドロシー・マシューズとが『イエナプラン』と命名したことに由来している。この会議での報告をもとに刊行されたペーターゼンの本は、｢小さなイエナプラン(Der Kleine Jena-plan)』と呼ばれ、今日までイエナプラン教育関係者のバイブル的な存在である。

## イエナプラン教育の特徴
イエナプラン教育の特徴として、以下のものがあげられる。
1. 学級は異年齢の子どもたちによって構成される。通常、3学年にわたる子どもたち、例外的に2学年にわたる子どもたちの場合もある。学級は『根幹グループ(ファミリー・グループ)』と呼ばれ、学級担任の教員は｢グループ・リーダー｣と呼ばれる。毎年新学年になるごとに、年長の子どもたちが次のグループに進学し、新しく年少の子どもたちがグループに参加する。原則として、グループ・リーダーは交替しない。
2. 学校での活動は、会話・遊び・仕事(学習)・催しという4つの基本活動を循環的に行う。会話はサークルを作ってグループリーダーも生徒と共に参加して行われる。遊びは企画されたもの、自由遊びなど様々な形態が用いられる。仕事(学習)は、自立学習と共同学習の2種類がある。催しは、週のはじめの会、週の終りの会、特別の年中行事、教員や生徒の誕生日などで、喜怒哀楽の感情を共有して学校における共同体意識を育てることに目的が置かれている。また、この4つの活動を循環的に行うために、時間割は教科別で作られず、4つの活動のリズミックな交替をもとにして作られる。
3. 生と仕事の場としての学校。学校は、子どもと教員と保護者とからなる共同体とみなし、子どもが大半の時間を過ごす場として、リビングルームとしての環境づくりを強調する。
4. 学校教育の中核としてのワールドオリエンテーション。教科別の学習をつなぎ、それに基づいて『学ぶことを学ぶ』ために設けられた総合的な学習の時間が尊重される。
5. インクルーシブな教育を目指し、生徒集団を、可能な限り生の社会の反映としてとらえ構成しようとする。そのために、早い時期から、特別のニーズを持つ障害児らの入学を積極的に認めてきた。

## ドイツにおける発展
ペーターゼンは、第2次世界大戦前、イエナ大学の実験校で、6歳から15歳までの子どもを対象にした学校教育、幼稚園、特殊教育でイエナプラン教育を実践した。ナチスの支配期には同校は政治的圧力のもとに置かれつつも閉校されることなく存続し、それが、今日まで、ペーターゼンの政治的立場を批判する論評の原因ともなっている。第2次世界大戦後、ペーターゼンは大学実験校の存続と、再編成を試みるが、イエナが共産圏に置かれ、ペーターゼンは共産主義政府当局に対立し、同実験校も1949年に閉校となった。その後、ペーターゼン自身は西ドイツに亡命し、1953年に亡くなっている。西ドイツでは、1950年代と60年代にいくつかのイエナプラン校が設置されたが、ペーターゼンの死亡や東西ドイツ対立などのために、ドイツ国内ではあまり大きな発展をしなかった。むしろ、下記に述べるように、オランダでの発展が先行し、現在、ドイツにおけるイエナプラン教育は、再興運動として行われているものと、オランダでの実践に倣って設立されているものとがある。ただし、オランダに比べると学校数は少なく、教育界における影響力も比較的小さい。

## オランダにおける発展
現在、イエナプラン教育が最も盛んなのはオランダである。また、オランダにおけるイエナプラン教育は、ペーターゼンが打ち立てた基礎に基づきつつも、さらに、フレネ教育や欧米各地の無学年制の学校や異年齢学級の実践からの影響も大きい。
オランダに初めてイエナプランを紹介したのは、スース・フロイデンタール・ルッター（Suus Freudenthal-Lutter, 1908‐1986)で、彼女は、当時オランダの新教育運動の母体組織であった｢養育・教育刷新研究会(de Werkgemeenschap voor Vernieuwing van Opvoeding en Onderwijs、WVOと略)』の国際交流部門の秘書だった。スース・フロイデンタールがイエナプラン教育に出会ったのは1950年代であると言われているが、イエナプラン教育がオランダの教育者たちに公的に広く知られるようになるのは、1964年に「イエナプランによる教育刷新」というテーマでWVOの全国総会が行われてからである。この総会には、生前、夫ペーターに協力してイエナプラン教育の発展に努めたエルゼ・ペーターゼンも招かれていた。その後、1969年には『イエナプラン教育財団』が設立され、財団関係者の交流のために、季刊誌「ペドモルフォーゼ」が刊行された(1981年に廃刊)。オランダで最初のイエナプラン校は1962年に設立されている。以後、オランダ憲法第23条の｢教育の自由｣により認められた『教育理念の自由』『学校設立の自由』『教育方法の自由』などの好条件に支えられて、イエナプラン教育を採用する学校は順調に普及発展を遂げ、現在では、オランダ国内に約220校のイエナプラン小学校(4‐12歳児)があるほか、数校の中等学校もある。現在は『イエナプラン教育財団』に代わり｢オランダ・イエナプラン教育協会｣が設置されており、毎年、参加校の教員及びイエナプラン教育の専門家を集めて全国総会を開催するほか、「メンセン―キンデレン」という季刊誌を発行して、イエナプラン教育関係者の間の交流を深めている。

## オランダ・イエナプラン教育の特徴
ドイツに起こったイエナプラン教育とオランダのイエナプラン教育の最も大きな違いは、後者が｢オープンモデル｣を強調している点である。それは、イエナプラン教育を、形式的・原理主義的に模倣する｢メソッド｣としてみなす立場を否定し、ペーターゼンが打ち立てた基本的な考え方を『コンセプト』として共有しながら、教育関係者が独自の個別の状況に合わせて、自分自身で応用的に実践することを勧めるものである。そのために、オランダ・イエナプラン教育協会では、独自に『イエナプランの20の原則』を考案、1991年の全国総会で文言を全会一致で承認。以後、オランダのすべてのイエナプラン校は、この｢20の原則｣を学校要覧に掲載し、生徒や保護者に明示して教育活動を展開することとなった。

## 日本における紹介と運動
ペーター・ペーターゼンの｢小さなイエナプラン｣は、1984年に明治図書出版が刊行した『学校と授業の変革：小イエナ・プラン』(三枝孝弘・山崎準二訳)で紹介された。オランダにおけるイエナプラン教育の実践については、長く知られていなかったが、2004年に、リヒテルズ直子が『オランダの教育―――多様性が一人ひとりの子どもを育てる｣(平凡社)の中で紹介し、さらに、2006年に｢オランダの個別教育はなぜ成功したのか―――イエナプラン教育に学ぶ｣で詳細を紹介している。
2010年10月11日、日本でイエナプラン教育に関心を持つ学校教育関係者、研究者、一般市民らが集まり、リヒテルズ直子を代表として ｢日本イエナプラン教育協会｣が設立されている。2016年夏には、初の全国大会を名古屋で開催した。2019年には長野県佐久穂町で日本で最初のイエナプランスクールである大日向小学校・中学校が開校し、注目を集めている。